# Mariahu
Mariahu é uma cidade e uma nagar panchayat no distrito de Jaunpur, no estado indiano de Uttar Pradesh.

## Geografia
Mariahu está localizada a 25° 37′ N, 82° 37′ L. Tem uma altitude média de 87 metros (285 pés).

## Demografia
Segundo o censo de 2001, Mariahu tinha uma população de 20,142 habitantes. Os indivíduos do sexo masculino constituem 53% da população e os do sexo feminino 47%. Mariahu tem uma taxa de literacia de 59%, inferior à média nacional de 59.5%: a literacia no sexo masculino é de 67% e no sexo feminino é de 50%. Em Mariahu, 17% da população está abaixo dos 6 anos de idade.